# ヨハン・ミヒャエル・フォーグル
ヨハン・ミヒャエル・フォーグル（Johann Michael Vogl, 1768年8月10日 - 1840年11月19日）はオーストリア帝国の歌手、作曲家。フランツ・シューベルトの有力な支持者かつ支援者の一人であり、良かれと思って楽譜を一部改竄したことがあったとはいえ、シューベルトの歌曲を世に広く知らしめることに貢献した歌手の一人である。
声域はバリトンとされるが、実際にはテノールのパートも歌える幅広い声域を持っていたとも伝えられる。フォーグルの生きた時代、特にオペラ歌手として舞台に立っていたころは、バリトンがテノールやバスとくらべて低く扱われていた時代であり、バリトンが主役に据えられたオペラは、フォーグルが活躍した時代になって初めて作曲された。

## 生涯
ヨハン・ミヒャエル・フォーグルは1768年8月10日、オーバーエスターライヒ地方のシュタイアーに技術者の子として生まれる。成長してクレムスミュンスターのギムナジウムに進み、言語と哲学、法律を学ぶ。クレムスミュンスター時代に、のちにヴォルフガング・アマデウス・モーツァルトの弟子となるフランツ・クサーヴァー・ジュースマイヤーと親しくなり、音楽の勉強も行うようになった。1786年にウィーンに移ってさらなる研さんに励み、1794年にジュスマイヤーの推薦によりウィーン宮廷歌劇場にデビューして、その歌唱力と演技力で広く支持を集めることとなった。
1813年のある日、フォーグルはクリストフ・ヴィリバルト・グルックのオペラ『トーリードのイフィジェニー』の公演でオレステース役で出演していたが、その公演を当時神学校を出たばかりのシューベルトが聴いていた。シューベルトはかねてからフォーグルの出演する舞台を熱心に鑑賞しており、『トーリードのイフィジェニー』の公演後、フォーグルに敬意を示したうえで自分の友人となることを願っていた。翌1814年には、二度目の改訂を終えたルートヴィヒ・ヴァン・ベートーヴェンのオペラ『フィデリオ』の第三初演で典獄ピサロを演じた。

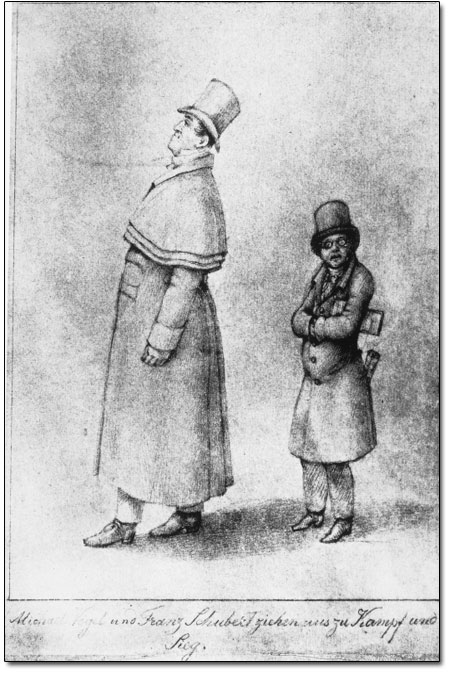
フォーグルとシューベルト

フォーグルとシューベルトは1817年に初めて対面する。このころのシューベルトは自分の将来について父フランツ・テオドール・シューベルトと不和になっており、また、この年の創作量は少なめであった。フォーグルとシューベルトの顔合わせは、そんなシューベルトを見かねた友人が、「高名な歌手にシューベルトの歌曲を歌ってもらって広めてもらおう」と発案したものであり、友人たちは使えるコネクションを駆使して、最初のうちは「音楽の天才」に嫌悪感を示したフォーグルの気を引くことに成功し、ついに引き合わせの承諾を得た。友人の一人ヨーゼフ・フォン・シュパウンの回想によれば、フォーグルと初めて対面したシューベルトはやや緊張してたが、それでもフォーグルの伴奏をこなしていった。初対面ののちフォーグルはシューベルトに「いいものを持っているが、もっと積極的に表に出るべきだ」という意味の忠告を与え、再会の約束をしないまま去って行ったが、数週間後に再びシューベルトと友人の前に姿を見せ、『魔王』や『さすらい人』などを披露してみせた。間もなくフォーグルとシューベルトは終生離れぬ友人となり、またフォーグルは自分のこれまで経験したことをシューベルトに伝授したほか、経済的に安定しなかったシューベルトのために様々な援助を惜しまなかった。また、自身の斡旋によりケルントナートーア劇場からオペラ作曲の依頼を引き出し、これは1幕物オペラ『双子の兄弟』の作曲と上演として結実する。『双子の兄弟』は1820年6月14日にフォーグルも出演して初演されたが成功とは言い難く、おりからのジョアキーノ・ロッシーニのウィーン来訪に伴うイタリア・オペラ旋風のあおりを喰らって、フォーグルはほかのドイツ系歌手同様に冷や飯を食わされる結果となってしまった。
フォーグルとシューベルトの直接的な友情は1828年11月19日にシューベルトが亡くなったことで途切れたが、その直前、フォーグルは『冬の旅』を創唱している。フォーグルはシューベルトの早すぎる死のあとも、1840年11月19日にウィーンで亡くなる間際までシューベルトの歌曲の伝播に生涯を捧げた。死の数日前に宮中顧問官の邸宅で『冬の旅』を歌ったのが、フォーグル最後の歌唱であった。

## シューベルト歌曲の「改竄」者
前述のようにフォーグルはシューベルトの歌曲の普及に大きな貢献を果たしたが、生前のキャリアでははるかにシューベルトの上を行くフォーグルは、必ずしもシューベルトの書いた音符に忠実ではなかった。一例としては、1829年にアントン・ディアベリの元から出版された『美しき水車小屋の娘』の楽譜には記号の変更や装飾音の追加などが多大に行われ、その「犯人」としてディアベリとともに槍玉にあげられた。ディアベリ版『美しき水車小屋の娘』は1864年にオリジナル版の出版が復活したあとも、1880年代まで出版が行われていた。
しかし、フォーグルの改竄は悪意からのものではなかった。むしろ、息継ぎの関係や歌う際の技巧的な難しさを和らげるため、あるいはアクセントの追加のために控えめに行われたというのが真相であった。フォーグルは1831年に友人に宛てた手紙の中で、自分の修正によって、シューベルトの歌曲において歌詞と旋律の一体性が高まったと弁明している。また、修正の及ばない範囲においても、瞬間的に語り言葉や叫び声を加えるといった独特の歌唱をしばしば行っており、これは「シューベルトの歌曲は、厳密にはどの声域にも合わない」という誤解を生みだす結果となった。

## 人物
フォーグルは歌手としての活動のほかに演出や作曲も手がけ、また多種多様な言語の扱いに長けて論文を発表したことがあるなど、同時代のほかの歌手とは違って、博識と教養の深い人物としても知られていた。また、舞台の合間などにはアガることを防ぐために、ラテン語小説を読むことを欠かさなかった。一方で対人関係は比較的冷たく、シューベルトは例外中の例外であったものの、初対面時には見下した態度を取っていたことには変わらなかった。
援助を惜しまなかったフォーグルは、しばしば自分の故郷であるシュタイアーにシューベルトを招いた。シューベルトが、『鱒』を主題としたピアノ五重奏曲を作曲したのは、1819年の春にシュタイアーを訪問したときのことであった。

### 印刷物
- 井形ちづる『シューベルトのオペラ オペラ作曲家としての生涯とその作品』水曜社、2004年。ISBN 4-88065-131-1。
- ディートリヒ・フィッシャー＝ディースカウ『シューベルトの歌曲をたどって』原田茂生（訳）、白水社、2012年（原著1976年）。ISBN 978-4-560-08223-2。

### 英文版より
- "Johann Michael Vogl", "Franz Schubert", in The New Grove Dictionary of Music and Musicians, ed. Stanley Sadie. 20 vol. London, Macmillan Publishers Ltd., 1980. ISBN 1-56159-174-2 (with a wrong date of death)
- Ewan West: "Johann Michael Vogl", Grove Music Online ed. L. Macy (Accessed November 6, 2004), (subscription access) (with the same wrong date of death)